# Carina Vogtová
Carina Vogtová (* 5. února 1992 Schwäbisch Gmünd) je německá lyžařka, historicky první olympijská vítězka v ženských skocích na lyžích.

## Závodní kariéra
Závodí od roku 2004, od roku 2006 startovala v Kontinentálním poháru. Ve Světovém poháru debutovala roku 2012, v kariéře vyhrála dva závody SP, v celkovém pořadí byla druhá v sezóně 2013/14, třetí 2014/15 a jedenáctá 2015/16. Na mistrovství světa juniorů v klasickém lyžování 2012 získala stříbrnou medaili v soutěži družstev a bronzovou v individuálním závodě. Na mistrovství světa v klasickém lyžování 2013 byla členkou německého smíšeného družstva, které skončilo na třetím místě. Při premiéře skokanek na ZOH 2014 v Soči překvapivě zvítězila díky skokům dlouhým 103 m a 97,5 m. Na MS 2015 dokázala vyhrát závod jednotlivkyň i smíšených družstev.

## Osobní život
Absolvovala sportovní gymnázium ve Furtwangenu, od roku 2011 pracuje jako policistka a žije ve Waldstettenu.